# Mittiberget
Mittiberget är det högsta berget i Vändåtbergets naturreservat i Björna socken, Örnsköldsviks kommun.
Det befinner sig på den östvästliga bergsrygg som sträcker sig cirka en mil från Lockstaberget i öster över bergskammarna vid Ytterberget och som efter Mittiberget avslutas med en västsluttning vid Västerberget.
Mittibergets topp är 415 meter över havet. Den senaste skogsbranden i området, 1933, eldhärjade enbart Mittibergets topp, vilket gör att det numera är en annan typ av skog här än i resten av reservatet. 
På Mittibergets nordsida finns den lilla Inner-Abborrtjärnen och en raststuga som är öppen året om.

## Galleri

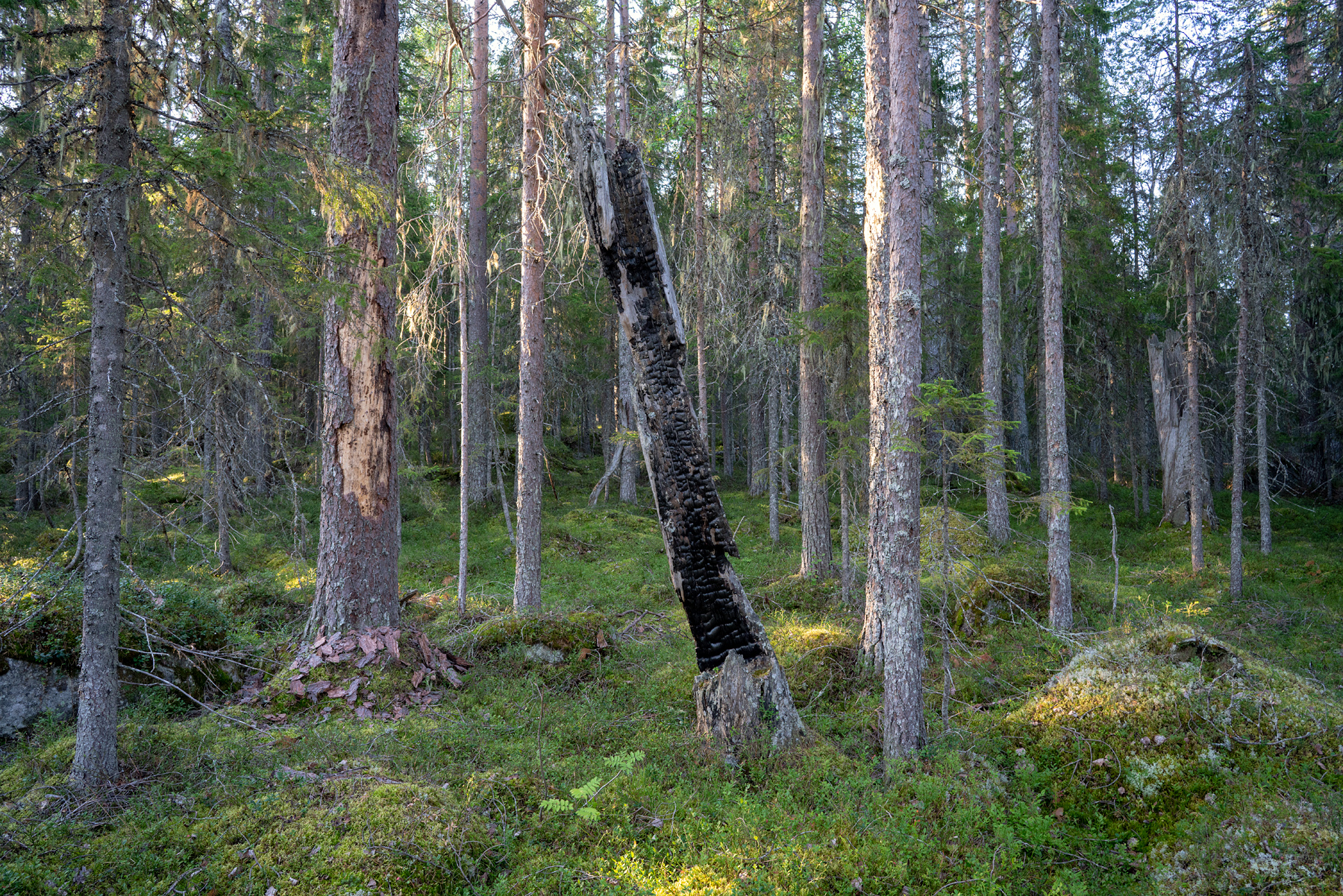
Spår efter skogsbranden år 1933 som enbart drabbade Mittibergets topp.
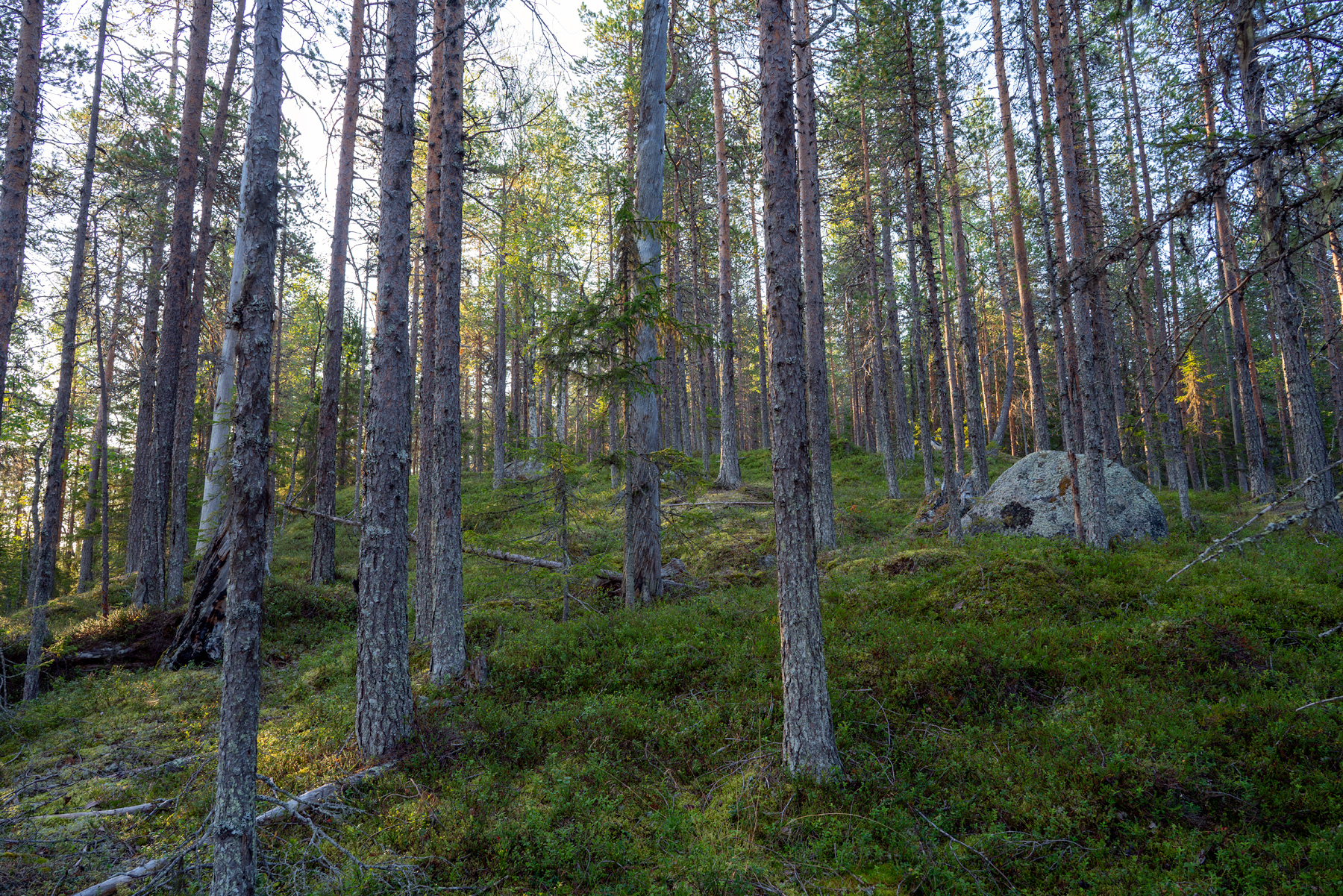
Västra sidan av berget består av rished av "Frisk blåbärsristyp" som är behagligt lättframkomlig.
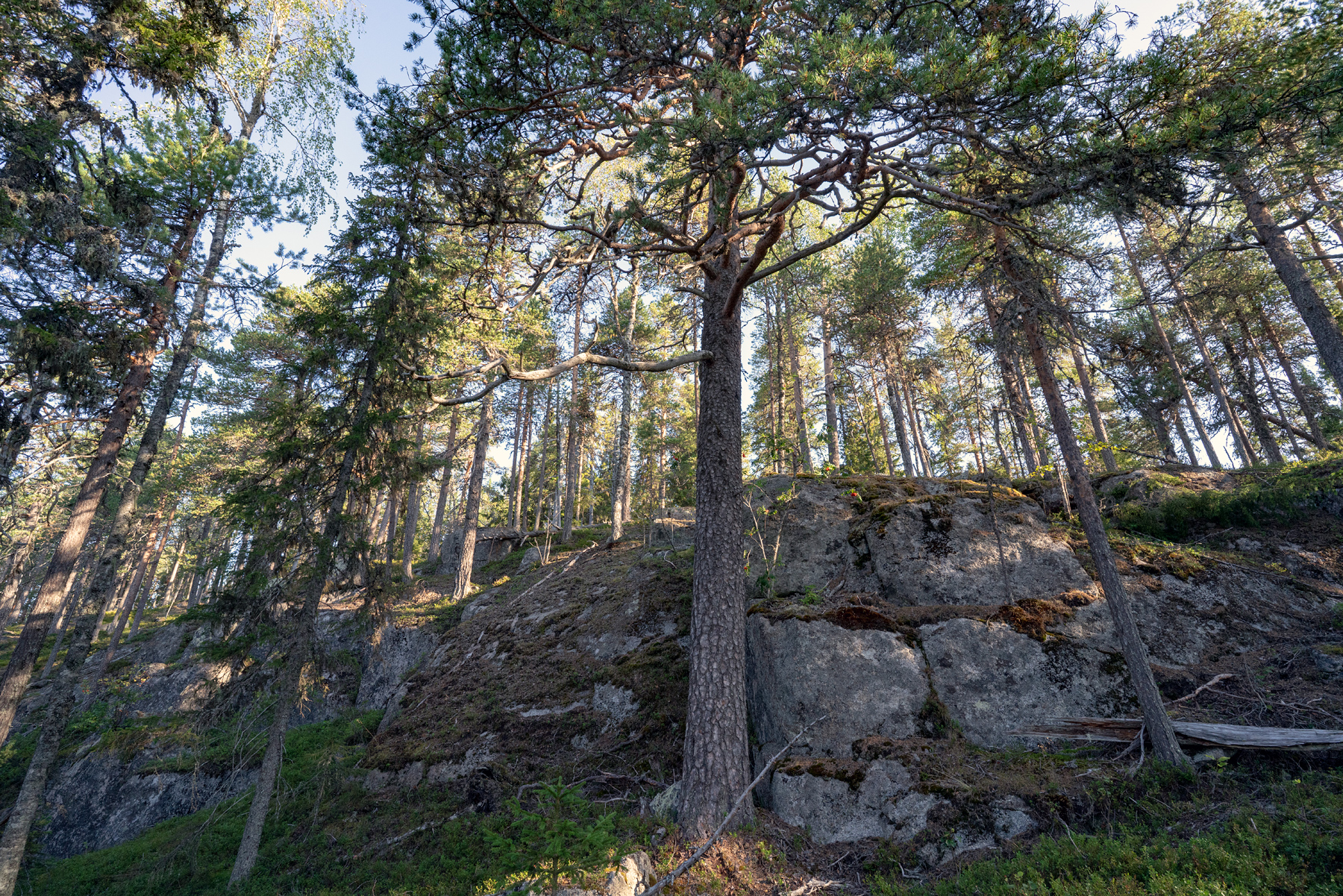
Området strax sydost om toppen.
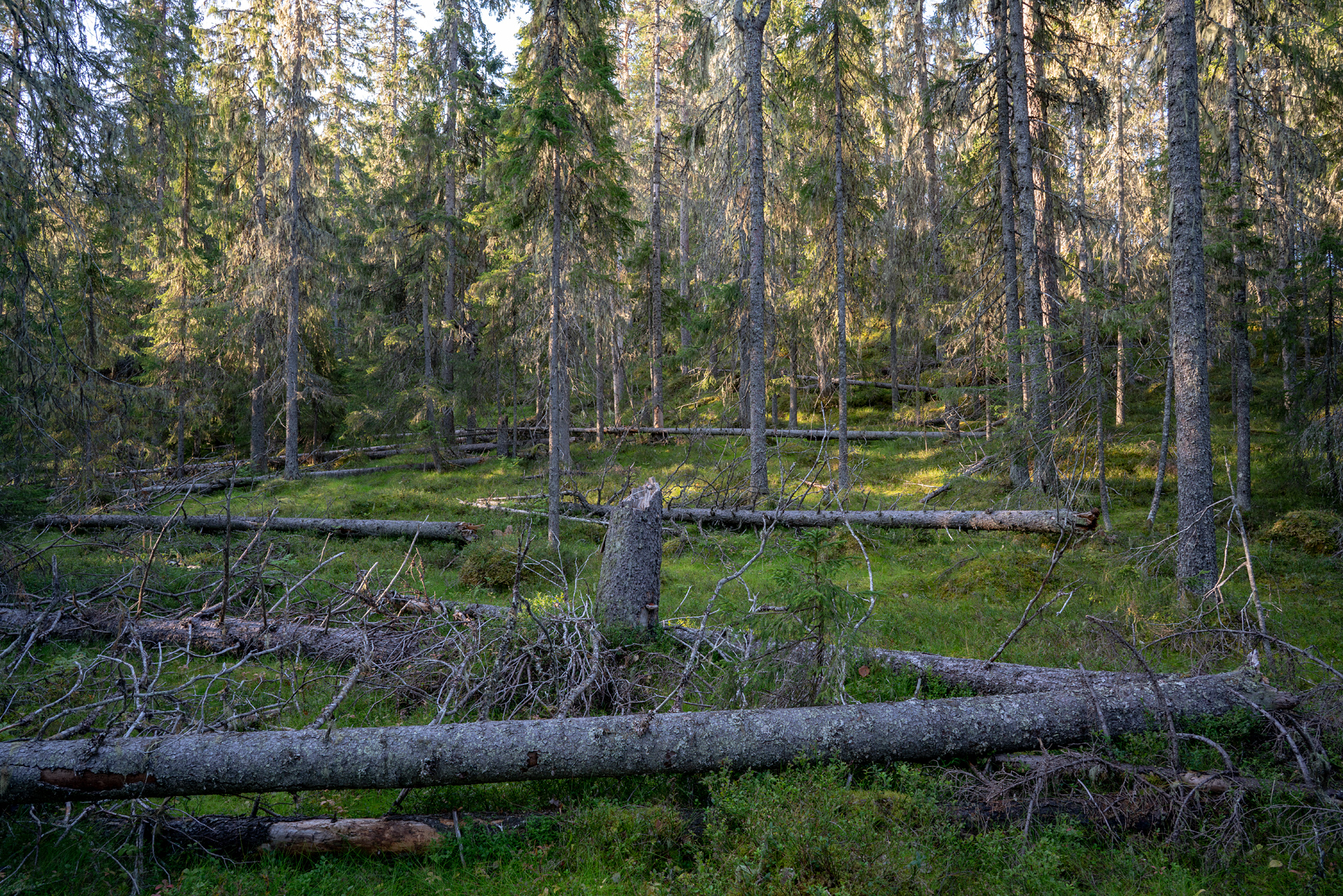
Ett område med omkullblåsta granar har skapat en glänta i skogen högt uppe på berget.
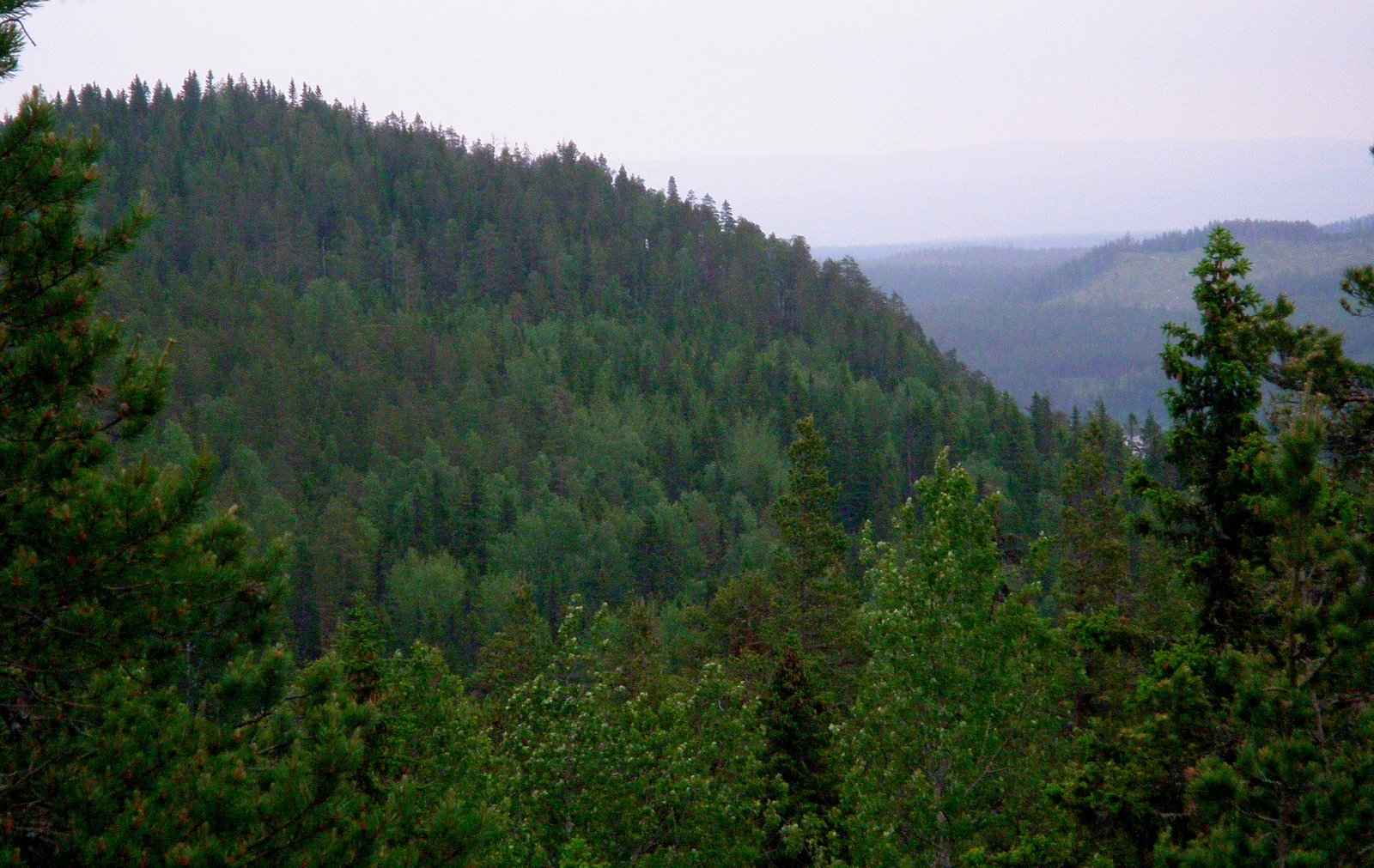
Utsikt mot Ytterberget från Mittiberget.